# Erogē

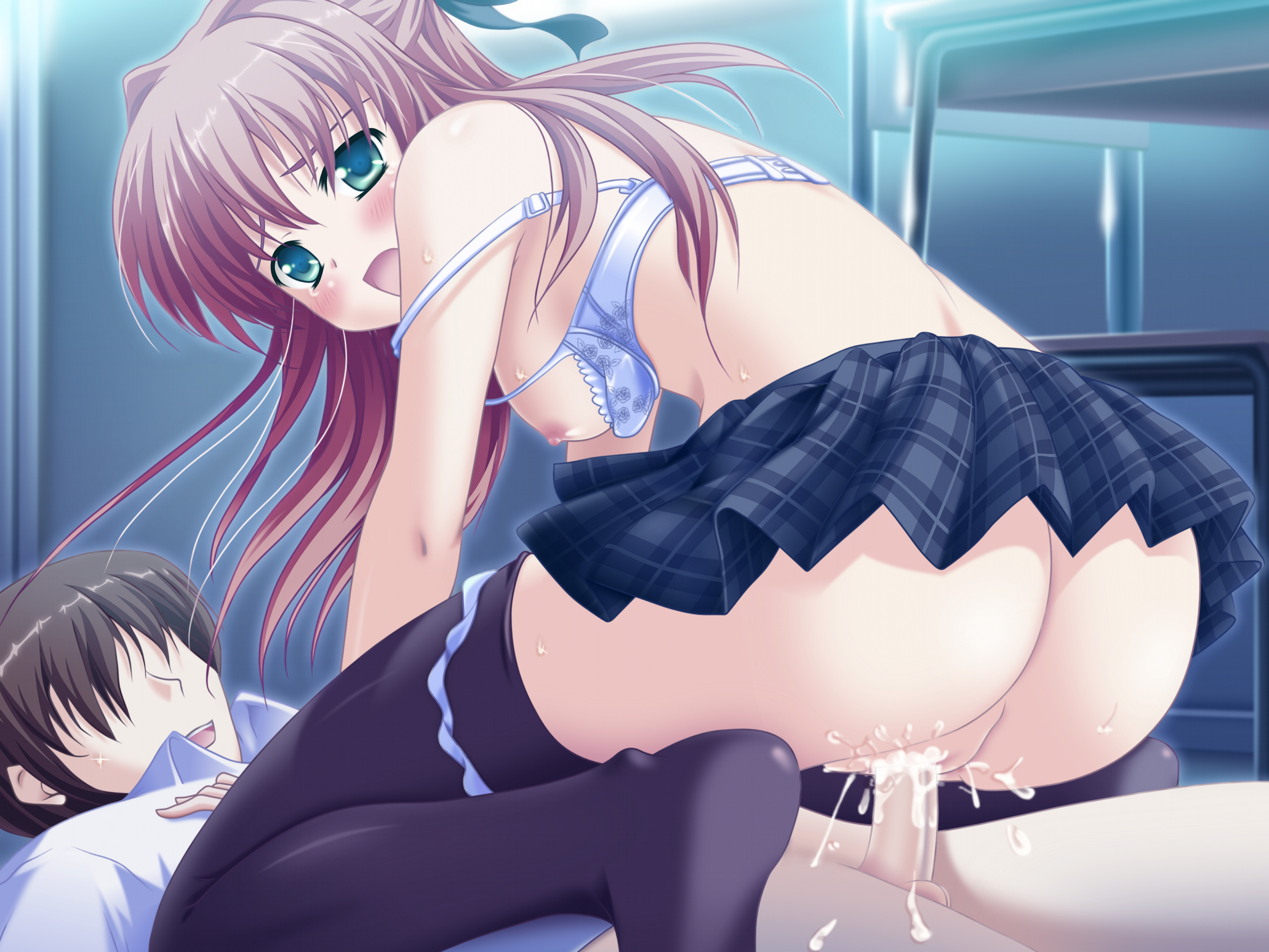
Erogē mit pornografischer Darstellung im Anime-Stil

Als Erogē (jap. エロゲー; phonologische Begriffsbildung aus engl. erotic game) werden japanische Video- oder Computerspiele mit erotischem und pornografischem Inhalt bezeichnet. Als alternative Bezeichnungen sind auch, meist eher nur in Japan, Adult game (アダルトゲーム, adaruto gēmu), Jūhachi-kin game (18禁ゲーム, Jūhachi-kin gēmu, dt. „Ab-18-Spiel“) und Etchi game (Hゲーム) oder Hentaispiel gebräuchlich. Für die Spiele der männlichen Zielgruppe wird häufig, besonders von den Herstellern solcher Spiele, auch der Begriff Bishōjo game (美少女ゲーム, dt. „Hübsche-Mädchen-Spiel“) verwendet. Zwar kann dieser auch Spiele ohne erotischen oder pornografischen Inhalt einschließen, allerdings ist diese Verwendung selten. Derartige jugendfreie Spiele werden eher als Galgē (ギャルゲー, gyarugē), kurz für Gal game (ギャルゲーム, gyaru gēmu, dt. „Mädchenspiel“), bezeichnet.
Für solche Spiele besteht in Japan ein großer Markt, ein großer Teil der Spiele wird allerdings von Fans für Fans produziert und vertrieben (vgl. Dōjinshi), so dass Statistiken hierzu stark schwanken.

## Geschichte
Die ursprünglichen Erogē der 1980er Jahre besaßen eine simple Handlung, bei der vorbeikommende Frauen vergewaltigt wurden. Sie machten den PC-88 populär, jedoch waren die Kunden bald nicht mehr bereit, 8.800 Yen (ca. 60 €) für solch einfache und sich gleichende Spiele zu bezahlen. Daraufhin wurden Erogē für andere Genres geschaffen, wie ASCIIs Chaos Angels, ein Computer-Rollenspiel, und das davon inspirierte Dragon Knight von élf und Rance von AliceSoft. Die Handlung bestand zwar nicht mehr nur aus reinem Sex – unwillige Frauen wurden jedoch weiterhin vergewaltigt.
1992 veröffentlichte élf Dōkyūsei. Die Hauptinnovation von Dōkyūsei war, dass an Stelle einfacher Pornografie der Spieler die Zuneigung eines der weiblichen Hauptcharaktere gewinnen musste. Dieses Textadventure wird auch als Begründer des Genres der Ren’ai-Spiele (dt. „Spiele über romantische Liebe“) angesehen. Seinen Durchbruch hatte dieses Genre 1994/95 mit der Ren’ai-Simulation Tokimeki Memorial und dem Ren’ai-Adventure Dōkyūsei 2.
Ebenfalls 1992 wurde das Horror-Adventure Otogirisō – selbst kein Erogē – für das Super Famicom veröffentlicht; dieses Spiel war ein großer Erfolg. Das besondere an Otogirisō war, dass sich durch mehrmaliges Durchspielen weitere Handlungsstränge auftaten. Dieses Konzept wurde vom Hersteller Sound Novel genannt.
1996 nutzte der Spieleentwickler Leaf dieses Konzept, einschließlich der düsteren Grundthematik, für ein Erogē namens Shizuku und kurz darauf Kizuato. Leaf nannte diese Reihe Leaf Visual Novel Series, um dem geschützten Begriff Sound Novel nicht verwenden zu müssen. Beide besaßen noch das typische Vergewaltigungsthema. 1997 wurde das thematisch völlig entgegengesetzte To Heart veröffentlicht. To Heart besaß eine warmherzige Liebesgeschichte in der Oberschule, die zum Standard der modernen Erogē wurde und das Genre der Visual Novels begründete. Auch die enthaltene Musik war qualitativ hochwertig, so dass sie landesweit in Karaoke-Maschinen eingebaut wurde, die normalerweise nur die neusten Chart-Hits enthalten.
Zusätzlich zu der warmherzigen Liebesgeschichte besaß To Heart gegen Ende des Spiels einen sehr dramatischen Abschied und ein tränenreiches Wiederzusammentreffen. 1998 übernahm Tactics diesen Handlungsaufbau, bestehend aus einer lustigen ersten Hälfte, einer warmherzigen Liebesgeschichte zur Mitte, gefolgt von einer tragischen Trennung und schließlich einer emotionalen Wiedervereinigung, für das Spiel One – Kagayaku Kisetsu e. Da dieses Spiel einen sehr großen Anklang fand, zogen andere Hersteller nach, und das Genre der Nakigē (泣きゲー, dt. etwa: „tränenreiches Spiel“) wurde begründet.
Der allgemeinen Entwicklungsrichtung von Erogē folgend, von Spielen mit einer simplen Vergewaltigungshandlung zu Spielen, in denen die Handlung immer wichtiger und romantischer wurde, trennten sich einige Mitglieder von Tactics wegen der Frage, wie viel Handlung ein Erogē benötigt, und gründeten Key. Key brachte 1999 das Spiel Kanon heraus, in dem zugunsten einer komplexen Handlung der Erotikanteil fast vollständig entfernt wurde. Kanon stieg mit einem 2. Platz in die Verkaufs-Charts ein und war selbst 2002 in seiner Originalfassung noch auf Platz 45 vertreten.

## Arten
Allgemein kann ein Erogē zu jedem Genre gehören. Die häufigsten sind jedoch Ren’ai-Simulationen (Dating-Sims) und Ren’ai-Adventures inkl. Visual Novels. Weitere Kategorien sind:
- Strip-Versionen traditioneller Spiele, wie etwa Mah-Jongg, Pachinko, Poker, Schach oder Black Jack. Viele Arcade-Spiele für Erwachsene fallen in diese Kategorie.
- Übliche Computerspiel-Genres, wie Rollenspiele, die ein sexuelles Element in ihrer Handlung aufweisen.
- „Konditionierungsspiele“, in denen der Spieler die meist weiblichen Hauptfiguren wiederholt verschiedene Sexhandlungen vollziehen lässt, um deren Statistiken zu erhöhen und so bestimmte Dinge freischalten zu können.
- Interaktive Videos, die im Wesentlichen Erogē sind, die man auf einem DVD-Spieler spielen kann. Sie werden auch als „DVDPG“ (DVD Player Game) bezeichnet.
- „Sex-Simulatoren“, meist in 3D, in denen man jede Handlung beim Vorspiel und beim eigentlichen Geschlechtsakt bestimmen kann.
- Puzzle-Spiele mit erotischen Hintergrundbildern.
- Ero-cha, ein Online-Sex-Chat mit Synchronsprechern. In diesem System werden 2D-Erogē-Figuren und ein Point-and-Click-System verwendet.

Üblicherweise sind Erogē Bishōjo-Spiele (美少女ゲーム, bishōjo gēmu), d. h. für Männer gedachte Spiele mit hübschen Mädchen (bishōjo). Es gibt jedoch auch Spiele für Frauen, einerseits solche, in denen Frauen mit Männern Sex haben, sogenannte Otome-Spiele (乙女ゲーム, otome gēmu, dt. etwa: Spiele für/mit junge(n) Frauen) oder andererseits Männer mit Männern, sogenannte Boys-Love-Spiele (ボーイズラブゲーム, bōizu rabu gēmu).
Die Qualität der Spiele als auch der pornographische Gehalt variiert stark von Spiel zu Spiel, von romantischen Dating-Spielen mit eher harmlosen Nacktszenen bis hin zu harter Pornographie, Fetischen, Inzest- oder Vergewaltigungsszenen. Oft geraten die Spiele auch in die Kritik, weil sie minderjährige Figuren enthalten (was dann in Übersetzungen geändert wird). Wegen der in Japan geltenden Gesetze werden allerdings keine Schamhaare und Penisse gezeigt, was teilweise zu seltsam anmutenden Bildern führt („Phantompenisse“).
Fast ausschließlich verwenden die Spiele eine Grafik im Anime-Stil.

## Wahrnehmung außerhalb Japans
Erogē werden außerhalb Japans wegen der häufigen Darstellung junger Mädchen und dem durch die große thematische Bandbreite japanischer Pornografie allgemein bedingten Brechen verschiedener Tabus häufig als abartig angesehen.
Im Gegensatz zu westlichen Computerspielen für Erwachsene werden die Figuren meist mit einer individuellen bis komplexen Persönlichkeit dargestellt, einschließlich Marotten und Alltagssorgen. Viele Spiele konzentrieren sich auf das Eintauchen in eine bestimmte Umgebung und die sozialen Beziehungen unter den Figuren.
Auf Grund des Mangels an Willen westlicher Unternehmen, Erogē zu lokalisieren oder zu vertreiben, sind diese Spiele auf diesen Märkten nahezu inexistent. Wenn Lokalisierungen erfolgen, dann meist nur für die USA, wobei dabei für gewöhnlich das Alter der Mädchen auf mindestens 18 angehoben wird. Eine deutsche Lokalisierung war Knights of Xentar.

## Erogē und Anime
Erogē dienten auch als Vorlage für Anime mit verschiedenen Graden an Erotik, von härteren Hentai (Bible Black) über Soft-Hentai (Dōkyūsei) bis hin zum kompletten Verzicht auf erotische Inhalte oder nur deren Andeutung wie bei Air, Comic Party, D.C. – Da Capo, Fate/stay night, Green Green, Kanon, Kimi ga Nozomu Eien, School Days, Lamune, Mizuiro, Shuffle!, Soul Link, To Heart, Tsukihime und Wind – a breath of heart.
Es ist jedoch auch der umgekehrte Weg möglich.